# Stanisław Kończykowski

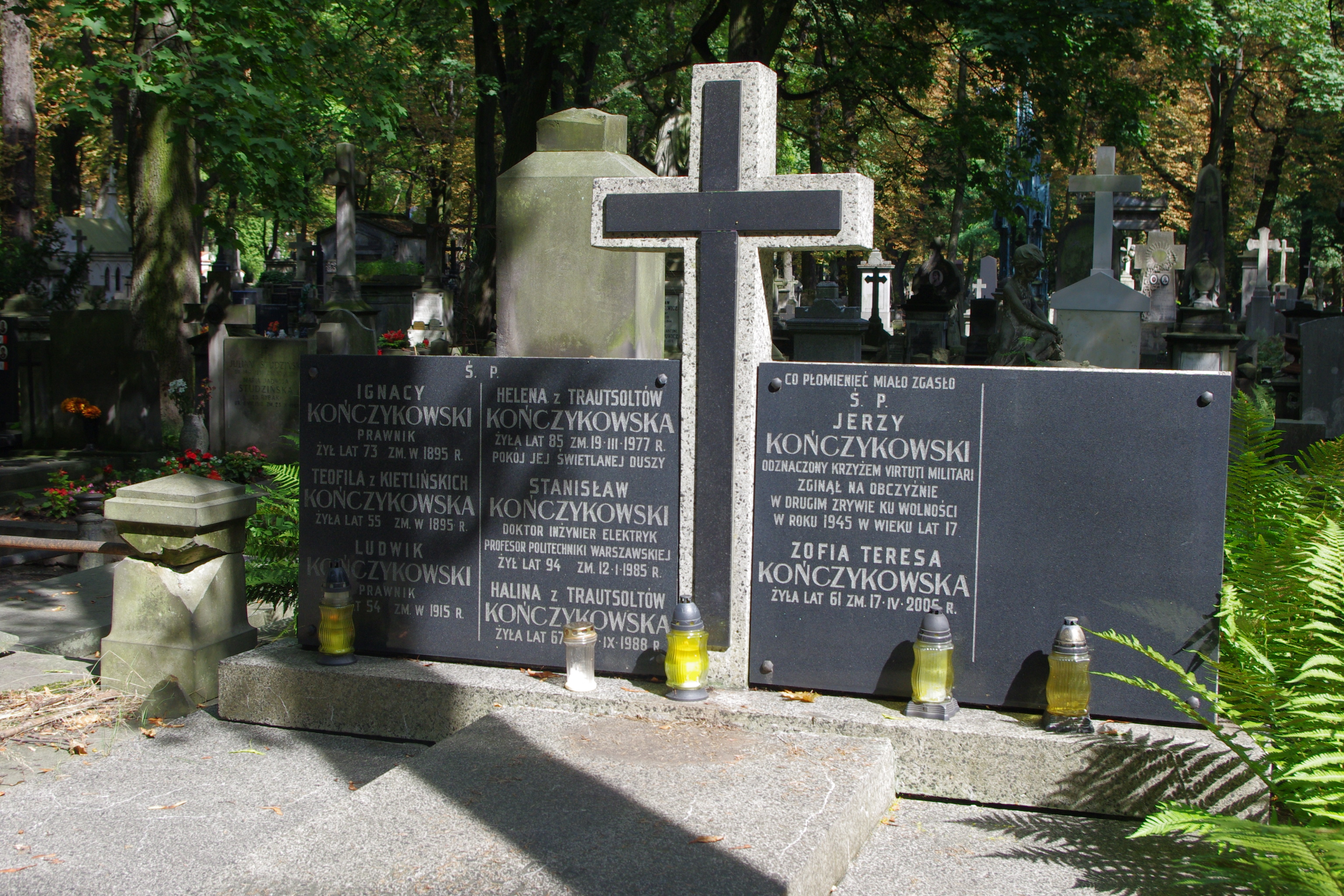
Grób Jerzego Kończykowskiego i Stanisława Kończykowskiego na cmentarzu Powązkowskim w Warszawie

Stanisław Kończykowski (ur. 1 kwietnia 1891 w Warszawie, zm. 12 stycznia 1985 tamże) – elektrotechnik polski, profesor Politechniki Warszawskiej i Łódzkiej, członek Towarzystwa Naukowego Warszawskiego.

## Życiorys
Urodził się w rodzinie Ludwika (zm. 1915), prawnika, pracownika bankowości, i Olgi z domu Klawer. Uczęszczał do gimnazjum W. Wróblewskiego w Warszawie i gimnazjum realnego w Petersburgu. Studiował elektrotechnikę w Instytucie Elektrotechnicznym w Petersburgu (1909–1912), Szkole Politechnicznej we Lwowie (1913–1914), Wyższej Szkole Technicznej w Moskwie (1914–1915) i na Politechnice Warszawskiej (1917–1919, 1920–1922); wśród jego profesorów byli Aleksander Rothert i Mieczysław Pożaryski. Przez wiele lat pracował w koncernie „Siła i Światło”, był głównym inżynierem firmy „Sieci Elektryczne” wchodzącej w skład koncernu (1923–1924), głównym inżynierem koncernu (1924–1934), dyrektorem koncernu (1934–1944).
Zajmował się także pracą dydaktyczną. Od 1922 był pracownikiem Katedry Urządzeń Elektrycznych Politechniki Warszawskiej, kolejno starszym asystentem (1922–1931) i p.o. kierownika (1931–1939), a po kilkuletniej przerwie kierownikiem (1948–1951). Kierował również Katedrami Elektrowni (1951–1958) i Elektroenergetyki (1958–1961) tej uczelni. W latach 1945–1948 był profesorem zwyczajnym i kierownikiem Katedry Elektroenergetyki Politechniki Łódzkiej, w 1945 także dziekanem Wydziału Elektrycznego. Ponadto prowadził wykłady w Państwowej Szkole Budowy Maszyn i Elektrotechniki im. H. Wawelberga i S. Rotwanda w Warszawie (1933–1939), a w czasie okupacji w tajnej Politechnice Warszawskiej i Państwowej Wyższej Szkole Technicznej w Warszawie (1941–1944).
W 1951 został członkiem zwyczajnym Towarzystwa Naukowego Warszawskiego. Był w gronie członków założycieli Stowarzyszenia Elektryków Polskich (1919) oraz Polskiego Towarzystwa Elektrotechniki Teoretycznej i Stosowanej (1961, członek honorowy 1964).  
Brał udział w I powstaniu śląskim i wojnie polsko-bolszewickiej. W czasie II wojny światowej należał do AK. 
Był mężem Heleny z Trautsoltów (zm. 1977), ojcem żołnierza batalionu Zośka, Henryka Kończykowskiego.
Zmarł w Warszawie, pochowany na cmentarzu Powązkowskim (kwatera C-6-11,12).

## Dorobek naukowy
W pracy naukowej zajmował się elektroenergetyką, elektryfikacją, systemami i urządzeniami elektrycznymi. Zaprojektował elektrownie w Poznaniu, Brześciu nad Bugiem i Lublinie, kierował ich budową. W latach 30. kierował budową pierwszej w Polsce linii przesyłowej 35 kV „Zagłębie-Częstochowa”. 
Opublikował m.in.:
- Elektrownia cieplna jako całość (1928).
- Wykres kołowy układu elektroenergetycznego i jego zastosowania (1947).
- Zwis przy zerwaniu przewodu, zawieszonego na izolatorach wiszących (1947).
- Linie napowietrzne (1949–1950).
- Konstrukcje wsporcze linii napowietrznych (1951, z Bolesławem Mayzlem).
- Obliczanie sieci elektroenergetycznych (1953–1962, 3 tomy).
- Podstawy teorii zwarć w układach elektroenergetycznych (1960–1961, 2 części, z Januszem Bursztyńskim).
- Zwarcia w układach elektroenergetycznych (1965, z Januszem Bursztyńskim).
- Podstawy stateczności elektromechanicznej układów elektroenergetycznych (1966).
- Podstawy stabilności układów elektroenergetycznych (1974).

## Ordery i odznaczenia
- Krzyż Oficerski Orderu Odrodzenia Polski
- Złoty Krzyż Zasługi
- Medal 10-lecia Polski Ludowej (19 stycznia 1955)[6]
- Złota Odznaka honorowa Stowarzyszenia Elektryków Polskich
- Złota Odznaka honorowa Naczelnej Organizacji Technicznej